# Wykluczenie cyfrowe
Wykluczenie cyfrowe, podział cyfrowy, e-wykluczenie, wykluczenie informacyjne, wykluczenie informatyczne – termin stosowany do określenia różnicy między osobami i społeczeństwami mającymi dostęp do techniki informatycznej, a tymi, które takiego dostępu nie mają.
Podział spowodowany został wdrożeniem technik i usług informatycznych, na zakup których pozwolić mogą sobie klasy bogata i średnia. Wzrosło rozwarstwienie społeczne z klasą niższą, której nie stać na swobodny dostęp do Internetu. Można mówić o nowym rodzaju stratyfikacji społecznej, gdzie podział przebiega między połączonymi a niepołączonymi z Siecią.
Jedną z przyczyn tej „przepaści cyfrowej” jest brak odpowiedniej infrastruktury technicznej. W wymiarze regionalnym stopień urbanizacji jest ważnym czynnikiem ułatwiającym dostęp i dającym możliwość korzystania z technik informatycznych i telekomunikacyjnych. Ograniczenia infrastrukturalne związane z brakiem lub utrudnionym dostępem do sprzętu i Internetu oraz możliwości ich zakupienia określane są barierą twardą, czynnikami technologicznymi lub kategorią obiektywną.
Wykluczenie cyfrowe nie wynika z samego tylko z braku połączenia z Internetem – innymi przyczynami są:
- brak umiejętności posługiwania się komputerem (zwłaszcza wśród osób starszych)
- niska prędkość łącza (szczególnie w małych miastach i na wsi)

Oprócz zamożności i dostępu do Sieci istotnym czynnikiem jest należenie do kultury informatycznej, na którą składa się znajomość języka angielskiego, umiejętności techniczne oraz sprawność poznawcza.
Według badań CBOS 25% osób powyżej 65 lat i 51% w wieku 55–64 lata korzysta z Internetu, podczas gdy robi to zdecydowana większość ludzi młodych (100% ankietowanych w wieku 18–24 oraz 96% ankietowanych w wieku 25–34).
Mimo że wskaźnik korzystania z Internetu w najbogatszych społeczeństwach sięga od około 60% do 75%, należy mieć na uwadze fakt, że w ogólnej tendencji nie wzrasta. Do dziś połowa ludzkości żyje o dwie godziny drogi od najbliższego telefonu. W wyniku podziału cyfrowego powstają trzy warstwy społeczne:
- elita informacyjna,
- uczestnicząca większość,
- niepodłączeni i wykluczeni[6].